# Mediserv Bank
Die mediserv Bank GmbH ist eine privatärztliche Verrechnungsstelle und seit Erteilung der Vollbanklizenz 2013 auch eine Bank. In Anspruch nehmen können die Dienstleistungen Ärzte, Zahnärzte, Chefärzte, Kliniken, Dentallabore, Heilpraktiker, Therapeuten und auch Patienten.

## Geschichte
Gegründet 1997 als „mediserv Abrechnung und Service für Heilberufe GmbH“ war  das Kerngeschäft die Abwicklung der Privatabrechnung inklusive Übernahme des Zahlungsausfallrisikos (echtes Factoring). mediserv war hierbei eines der ersten Unternehmen, dem die Kunden die Abrechnungsdaten online übermitteln konnten. Bis dahin war die Abrechnung per Papier oder Diskette noch Standard. 
Seit Erteilung der Banklizenz durch die Bundesanstalt für Finanzdienstleistungsaufsicht (BaFin) am 26. Februar 2012 darf mediserv neben der Abwicklung der Privatabrechnung inkl. Factoring zusätzlich auch Bankgeschäfte betreiben. Mediserv agiert seitdem bundesweit als Einlagenkreditinstitut. Heute umfasst die Geschäftstätigkeit Abrechnungsdienstleistungen sowie Einlagen- und Kreditgeschäfte für Heilberufe, insbesondere für Zahnärzte, Ärzte und Kliniken, sowie die Bereitstellung von Ratenkrediten für Patienten zur Finanzierung von medizinischen Leistungen.
Mittels einer Software führt das Unternehmen online die Privatliquidation durch. Die Angebote decken die unterschiedlichen Bedarfe der Praxen, Kliniken und Labore ab und bieten außerdem Rechnungs-Check (GOÄ- und Vollständigkeits-Check), hundertprozentige Sofortauszahlung, Reklamationsbearbeitung, oder die Übernahme des Zahlungsausfallrisiko im Rahmen des echten Factorings.
Zum Angebot gehört auch ein Kredit für Patienten, und dies auch für Rechnungen anderer Rechnungssteller. Hierbei erhält der Leistungsanbieter (z. B. Zahnarzt, Labor oder Hörgeräte-Akustiker) nach Einreichung der Rechnung sein Geld sofort, während der Patient mediserv den Betrag in den vereinbarten Raten zurückzahlt. Schließlich will die Bank verstärkt Investitions- und Existenzgründerfinanzierungen ausbauen.
Seit dem 1. Juli 2024 bietet die mediserv Bank GmbH Versicherungen als eigenständige Produktsparte an. Das Angebot umfasst die Bereiche Krankenversicherung, Lebensversicherung und Sachversicherung. Die Versicherungsleistungen sind speziell auf die Anforderungen und Bedürfnisse von medizinischen Fachkräften zugeschnitten, wodurch die Bank ihre Position als Finanzdienstleister im Gesundheitssektor weiter ausbaut.